# 벨루하산
벨루하산(러시아어: Белуха, 영어: Belukha Mountain, 4,506m)은 러시아와 카자흐스탄에 위치한 산이다. 이 산은 알타이산맥의 지류인 카툰산맥의 동쪽에 위치해 있고, 알타이산맥에서 가장 높은 산이다.
높이는 4,506m이고 1년 내내 눈이 내린다. 동벨루하봉(4,506m)과 서벨루하봉(4,440m)의 2개 봉우리로 이루어졌다. 멘수 빙하·카툰 빙하·베렐 빙하·아켐 빙하 등으로 덮여 있다. 이중 베렐 빙하가 벨루하산에서 가장 큰 빙하다.
해발 고도가 높지 않지만, 등정은 까다로운 편이다. 1914년에 트로노프 형제가 최초로 등반에 성공했다.
유네스코 세계유산인 알타이 황금 산맥의 일부이며, 2008년부터 대행업체를 통하지 않고 독립적으로 해당 지역에 입국하려면 러시아 연방보안국에 특별 국경지대 허가증을 신청해야 한다.